# Cerambyx carinatus
Cerambyx carinatus es una especie de escarabajo longicornio del género Cerambyx, subfamilia Lamiinae. Fue descrita científicamente por Küster en 1845.
Se distribuye por Albania, Grecia, Italia, Serbia, Bosnia y Herzegovina, Bulgaria, Croacia, Macedonia, Malta, Turquía y Yugoslavia. Mide 28-46 mm de longitud. El período de vuelo ocurre en los meses de abril, mayo, junio, julio, agosto y octubre.